# Ontherus pseudodidymus
Ontherus pseudodidymus là một loài bọ cánh cứng trong họ Bọ hung (Scarabaeidae).